# Lowell Cunningham
 (décembre 2016).
Si vous disposez d'ouvrages ou d'articles de référence ou si vous connaissez des sites web de qualité traitant du thème abordé ici, merci de compléter l'article en donnant les références utiles à sa vérifiabilité et en les liant à la section « Notes et références ».
Lowell Cunningham est un auteur de bande dessinée, dont la fameuse série MIB (Men in Black) qui a été adaptée en une quadrilogie de films du même nom.